# Székely Mihály (ítélőmester)
Killényi/Killyéni/Kilyéni Székely Mihály (Marosvásárhely, 1770. k. – Marosvásárhely, 1832. január 11.) ítélőmester, az erdélyi ítélőtábla elnöke, a marosvásárhelyi közélet tekintélyes egyénisége, a római katolikus egyház patrónusa és a római katolikus gimnázium főgondnoka.

## Életpályája
Az 1831-ben épült Sáros utcai római katolikus nevelde létrehozásában volt fontos szerepe. Az 1803-as évtől a magyar színészet pártolói között volt. A Theatralis Commissio alelnöke, majd gróf Teleki Mihály halála után, 1826-ban az elnökséget vette át. A Theatrum támogatása mellett a katolikus középiskolai oktatás- és nevelésügy érdekében is sokat tett. Halálára vadadi Filep József színes nekrológot írt.

## Művei
- Butsu vétele (1818)
- A nemes székely nemzet constitutioji, privilegiumai, de a jószág leszállását tárgyazó némely törvényes ítéletei, több hiteles levéltárakból egybeszedve (Pest, 1818)
- Ítélő mesteri hivatalába való beiktatásakor rövid megszólítás a szárnyai alá jött nemes ifjakhoz (Marosvásárhely, 1815. 8.r. 1-16 l.)
- Kilyéni Székely Mihálynak az erdélyi királyi táblán előlülői hivatalába való beiktatására tiszteletül Maros-Vásárhelyen, jan. 28-án (Marosvásárhely, 1823)